# بريت ميلر (لاعب كرة قدم أمريكية)
بريت ميلر (بالإنجليزية: Brit Miller)‏ هو لاعب كرة قدم أمريكية أمريكي، ولد في 15 سبتمبر 1986 في ديكادور في الولايات المتحدة.

## وصلات خارجية
- بريت ميلر (لاعب كرة قدم أمريكية) على موقع مرجع كرة القدم المحترفة.كوم (الإنجليزية)